# Públio Trebônio (cônsul em 53)
Públio Trebônio (em latim: Publius Trebonius) foi um senador romano nomeado cônsul sufecto para o nundínio de junho a outubro em 53 com Quinto Cecina Primo. Nada mais se sabe sobre ele.